# Tirpitzia
Tirpitzia là một chi thực vật có hoa trong họ Linaceae.

## Loài
Chi Tirpitzia gồm các loài: